# 1964 en sports équestres
Chronologie des sports équestres
- 1963 en sports équestres - 1964 en sports équestres - 1965 en sports équestres

Cet article présente les faits marquants de l'année 1964 en sports équestres.

## Événements

### Octobre
- 16 octobre 1964 au 23 octobre 1964 : épreuves d'équitation aux jeux olympiques à Tokyo (Japon)[1].

### Année
- fondation de la fédération tunisienne des sports équestres et de tir[2].